# Pavimentazione esterna
La pavimentazione esterna è la posa di un pavimento in ambiente esterno agli edifici.
Le caratteristiche principali che devono avere le pavimentazioni esterne sono un'elevata resistenza alle azioni meccaniche provocate dallo scorrimento di autoveicoli e quindi di mezzi pesanti, un'adeguata antiscivolosità, soprattutto in caso di superficie bagnata, o in caso di ghiaccio, questo specialmente nel caso del passaggio di pedoni e quindi nelle aree pubbliche, ma anche in aree trafficate da autoveicoli. Quindi la resistenza all'usura e il coefficiente d'attrito sono i più importanti attributi che devono avere. In caso di situazioni climatiche non favorevoli si deve garantire la durabilità della pavimentazione.
Oltre a questo ci deve essere una facilità di manutenzione, soprattutto nel caso di centri urbani, dove solitamente troviamo un frequente ripristino dell'aspetto superficiale, ma soprattutto possono avvenire di frequente immissione di cartelli segnaletici. Queste pavimentazioni sono formate da uno strato superficiale che può essere realizzato con vari materiali come lastre di materiali lapidei o piastrelle di ceramica, masselli di calcestruzzo, piastrelle e lastre piane di calcestruzzo, e da un supporto le cui caratteristiche variano a seconda della natura del terreno, dal tipo di pavimentazione e dai carichi previsti.

## Porfido
I porfidi attualmente impiegati in edilizia per pavimentazioni, rivestimenti e pareti ventilate sono rocce vulcaniche effusive: ignimbriti riolitiche e riodacitiche, ampiamente diffuse sulla crosta terrestre.
Il porfido, petrograficamente, è formato da una pasta vetrosa o microcristallina di fondo, che ne costituisce più del 65%, nella quale sono immersi piccoli cristalli (pezzatura 2/4 mm) in percentuale variabile tra il 30/35%. I cristalli più abbondanti sono quelli di quarzo, tanto che alla roccia viene attribuita anche la denominazione di "porfido quarzifero". Notevolmente inferiore è la presenza dei feldspati, esigua è quella delle miche.

### Cubetti
I cubetti sono sicuramente il tipo di pavimentazione in porfido più utilizzato in particolare per pavimentazioni ad uso pedonale, per strade e per ricreare le pavimentazioni dei centri storici. Essi uniscono un elevato contenuto estetico e tecnologico e sono adattabili ad ogni tipo di ambiente e temperatura.
I cubetti di porfido da pavimentazione sono di forma cubica irregolare, ottenuta per spaccatura meccanica. I cubetti si presentano con una superficie superiore a piano naturale di cava e si trovano in pezzature a seconda delle esigenze di carattere statico ed estetico. Questi sono degli elementi che vengono usati, per la maggior parte delle volte, per le comuni pavimentazioni esterne che troviamo in giro.
Tali elementi presentano un'ottima resistenza all'usura, un buon coefficiente d'attrito e sono adattabili in base alle diverse situazioni di arredo urbano.

#### Messa in posa dei cubetti di porfido
I cubetti vengono posati su uno strato di sabbia che varia dai 4 cm ai 6 cm ed in seguito vengono costipati con acqua ed una macchina apposta che li batte e li rende molto più fissi al terreno. Per concludere la posa del porfido, vengono sigillati i giunti, solitamente con della boiacca cementizia, che serve per tenere più uniti i cubetti e per evitare la fuoriuscita della sabbia sottostante.
Esistono molte geometrie di posa per il porfido, ma la più usata e la più adatta per la costruzione di strade di transito è quella degli archi contrastanti.
Tali archi permettono di assorbire meglio le sollecitazioni e le spinte derivanti da grossi carichi e dai mezzi che passano sopra.

### Lastrame
Il lastrame viene ottenuto direttamente in cava già alla fine delle operazioni di cernita del porfido lastrificato abbattuto. È costituito da lastre di forma poligonale più o meno irregolari con i bordi a spacco irregolare e con la superficie in vista a piano naturale di cava.
Il lastrame è distinto in vari tipi in base alle dimensioni e allo spessore che varia da 2 a 7 cm. È utilizzato principalmente per la formazione di pavimentazioni esterne (marciapiedi, cortili, viali, giardini, ecc.) e talvolta anche per rivestimenti (muri stradali, edifici, terrazze, ecc.)

### Piastrelle
Le piastrelle hanno resistenza, notevole effetto estetico e una resistenza agli sbalzi climatici.
Ci sono tre tipi principali di piastrelle di porfido:
- Piastrelle a spacco o tranciate: vengono squadrate mediante compressione e quindi sono abbastanza irregolari. La superficie è a piano naturale di cava. Esse possono avere spessori vari;
- Piastrelle a coste segate: sono prodotte dalla rifilatura delle lastre grezze da sega. La superficie è quella naturale di cava e le coste sono segate. Esse possono avere spessori vari;
- Piastrelle fiammate: sono sottoposte a spacco termico (fiammatura) ed hanno un piano artificiale. Le coste sono fresate con lati paralleli ed angoli retti. Lo spessore è uniforme (cm 2, 3, 4). 22

### Binderi
I binderi sono a forma di parallelepipedo, si integrano con pavimentazioni di porfido o altro materiale, come elementi di contenimento della pavimentazione e a creare bordi di marciapiede. La faccia superiore a piano naturale è ben squadrata con lati paralleli e le coste sono a spacco; hanno una dimensione tendenzialmente standard che va da 10 a 15 cm, uno spessore che varia da 8 a 12 cm ed una lunghezza variabile (a correre) di 10–30 cm. Possono essere posati rispettando, ad opera finita, lo stesso piano della pavimentazione da realizzarsi oppure rialzati di 1–2 cm rispetto alla quota finale del pavimento. Essi servono a delimitare e contenere piazze, viali, marciapiedi, giardini, ecc.
Una sorta di "ricamo" da utilizzare per disegnare aiuole o pavimentazioni particolarmente decorative.

### Smolleri
Gli smolleri vengono impiegati su terreni in notevole pendenza dove si necessita una forte aderenza. La superficie è ruvida e la realizzazione appare rustica.
Essi sono ottenuti tramite tranciatura e la testa è rifinita a mano. Presentano due facce laterali a piano naturale di cava

### Cordoli
I cordoli in porfido o altri materiali lapidei, hanno forma di parallelepipedo. solitamente hanno le facce a vista piano cava (naturale) e la testa a spacco o, in alternativa, lavorazioni sui lati e sulla testa. Hanno spessori che vanno solitamente da 4 a 25 cm per un'altezza non inferiore a 20–25 cm. Possono avere diverse funzioni, non esclusivamente estetiche. Vengono impiegati per contenere la pavimentazione, per creare alzate di scalinate o alzate di marciapiedi.

## Masselli di calcestruzzo (autobloccanti)
I masselli di calcestruzzo, comunemente chiamati Betonelle, marchio registrato del Gruppo Industriale Tegolaia, hanno una forma solitamente rettangolare e regolare. Essi presentano una buona resistenza agli agenti atmosferici e alle sollecitazioni meccaniche.
Solitamente vengono utilizzati sia dove non sono presenti carichi definibili leggeri (piste ciclabili, marciapiedi ecc.), sia dove i carichi sono abbastanza elevati (parcheggi, ecc.).
Grazie alla discontinuità tra un elemento e l'altro è molto semplice fare dei rappezzi oppure operazioni di manutenzione senza che questi si notino; inoltre tali discontinuità permettono di avere un ottimo drenaggio nel terreno sottostante.
Prima della posa dei masselli viene creato un adeguato sottofondo pressato (solo in caso di assenza) e viene fatta una cordonata che ha il compito di contenere il ghiaino (5 cm circa) per evitare lo spostamento dei masselli. Quindi si procede con la posa, solitamente a mano, degli elementi autobloccanti e - con l'utilizzo di macchine vibro-compattatrici - i masselli vengono pressati e fissati: uno dei vantaggi di questi elementi è la possibilità di realizzare svariate forme geometriche di vari colori a seconda delle esigenze e delle necessità.

### Differenza tra autobloccanti monostrato e doppio strato quarzo
I masselli in calcestruzzo utilizzati per la realizzazione di pavimentazioni esterne, detti comunemente autobloccanti, possono essere raggruppati, a livello prestazionale, in due grandi categorie:
- gli autobloccanti monostrato o monoimpasto
- gli autobloccanti doppio strato o doppio strato quarzo.

Fino alla fine degli anni ottanta, esisteva in commercio solamente la prima categoria, caratterizzata da masselli realizzati con un unico impasto, nell'ambito del quale era data grande importanza (oltre alla qualità degli inerti e del cemento utilizzato), alla curva granulometrica del conglomerato cementizio per assicurare una maggiore resistenza dell'autobloccante alle sollecitazioni provenienti dai carichi che su di essi transitano.Dovendo utilizzare inerti di varie dimensioni, poteva capitare che alcuni di essi (soprattutto quelli più grandi) potessero affiorare sullo strato superficiale del massello, conferendo allo stesso (soprattutto a livello estetico) una superficie poco liscia e non apprezzata dall'utente finale.
A tal fine, verso l'inizio degli anni novanta, vennero introdotti sul mercato gli autobloccanti doppio strato e successivamente quelli doppio strato quarzo caratterizzati dalla presenza di due "impasti" tra di loro differenti: lo strato inferiore continuava ad avere le stesse caratteristiche prima evidenziate negli autobloccanti monostrato ma, ad esso, si aggiungeva un secondo strato, realizzato con inerti più fini, posto sulla superficie del massello, con l'obbiettivo di rendere più gradevole e più liscio l'autobloccante. Normalmente lo strato inferiore non veniva colorato e i pigmenti erano utilizzati solo sullo strato superiore che, a causa degli inerti utilizzati, conferiva una colorazione più viva ed accesa al massello.
Questo "passaggio" dal mono al doppio impasto, a quei tempi quasi "epocale" per i produttori di masselli, causò inizialmente non pochi problemi derivanti principalmente dall'unione dei due strati tra di loro.Infatti il secondo impasto, contenente inerti più fini, veniva realizzato con spessori davvero esigui, con il risultato che, avendo lo stesso funzionalità prettamente estetiche, era meno resistente alle sollecitazioni esterne e, dopo pochi mesi dalla realizzazione della pavimentazione esterna, regolarmente si frantumava, staccandosi dallo strato inferiore.
Per evitare questi spiacevoli effetti secondari, le aziende produttrici di autobloccanti si orientarono verso la realizzazione di masselli doppio strato, nell'ambito dei quali lo spessore dell'impasto superiore veniva aumentato considerevolmente addizionandolo poi con della polvere di quarzo al fine di aumentarne le prestazioni e la resistenza.
Oggigiorno, indipendentemente dalle lavorazioni successive, tutti gli autobloccanti possono essere riconducibili a queste due grandi categorie con pregi e difetti per entrambe. Infatti i masseli monostrato continuano ad essere i più resistenti alle sollecitazioni da carichi di punta (passaggio di carichi pesanti il cui peso viene scaricato in modo concentrato in corrispondenza delle ruote) presentando però una superficie meno uniforme e la difficoltà di essere colorati con colori accesi o molto sfumati
I secondi invece si presentano molto più gradevoli a livello estetico con centinaia di colorazioni e di sfumature possibili, sono più resistenti al sale e ai cicli di gelo e disgelo (assorbendo meno acqua a causa di una maggiore "chiusura" a livello granulometrico dell'impasto e dell'inserimento del quarzo) ma continuano ad essere più delicati in fase di posa (si consiglia infatti al posatore l'uso di un apposito tappetino sotto la piastra utilizzata per battere l'autobloccante) e non sono così rari casi di distacchi parziali dello strato superficiale derivanti per lo più ad impurità presenti nell'impasto cementizio difficili se non impossibili da evitare completamente in fase di produzione.

### Autobloccanti anticati
L'autobloccante anticato pur mantenendo le stesse caratteristiche tecniche di quello standard, presenta una serie di irregolarità e smussature che gli conferiscono un aspetto "vissuto". Questo particolare "effetto antico", viene ottenuto mediante un processo di post-lavorazione che non intacca ne deteriora le proprietà dell'autobloccante. Proprio per questo motivo molti produttori, sono soliti realizzare - dello stesso modello di autobloccante - una versione standard e una anticata.
A causa della mancanza di "spigoli vivi", di una più o meno marcata irregolarità nel profilo e di una discreta modularità compositiva, gli autobloccanti anticati vengono spesso impiegati come alternativa economica alla pietra nella pavimentazione di parcheggi e zone pedonali anche in contesti di pregio.

## Galleria d'immagini

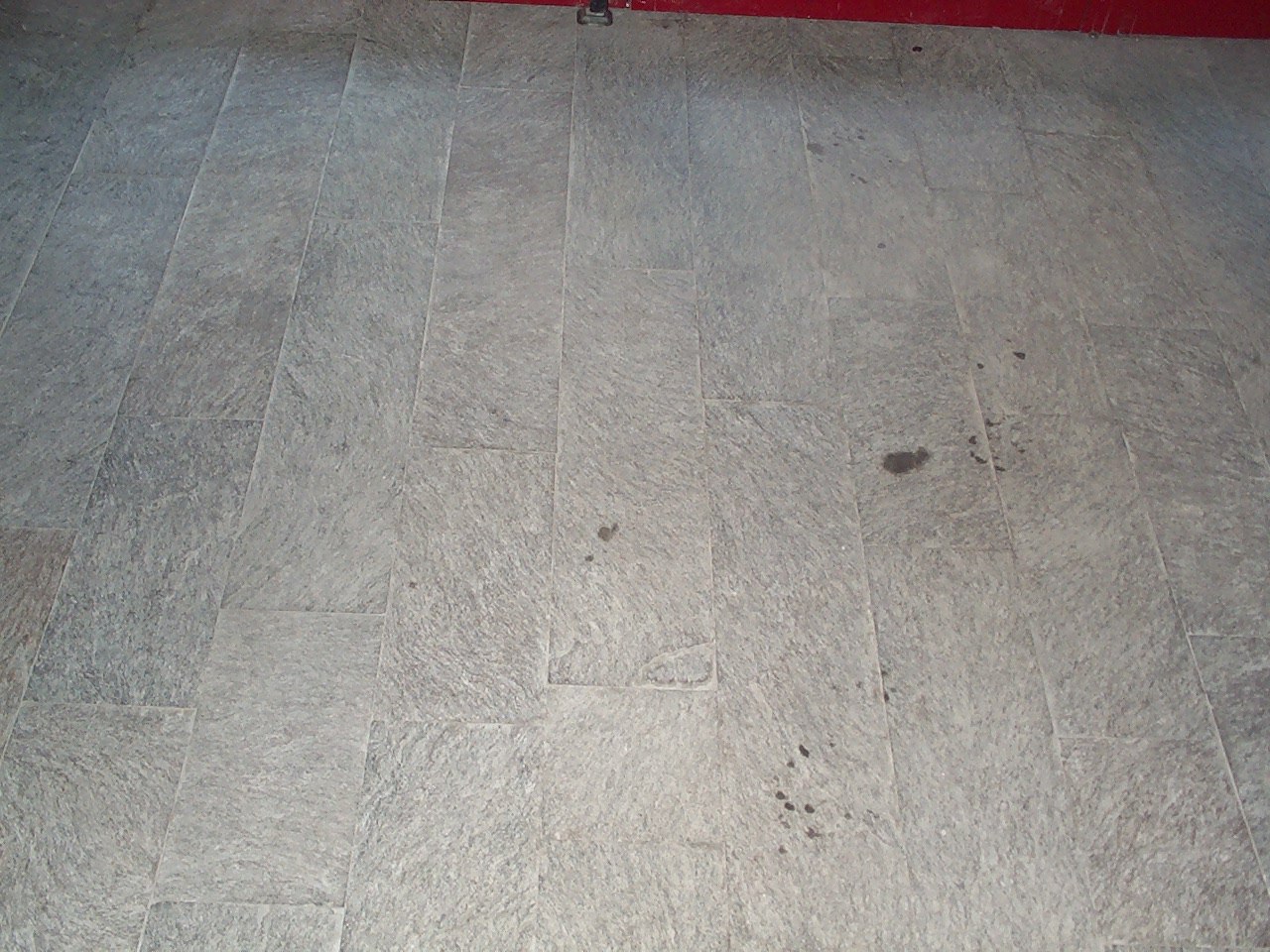
Lastre in porfido
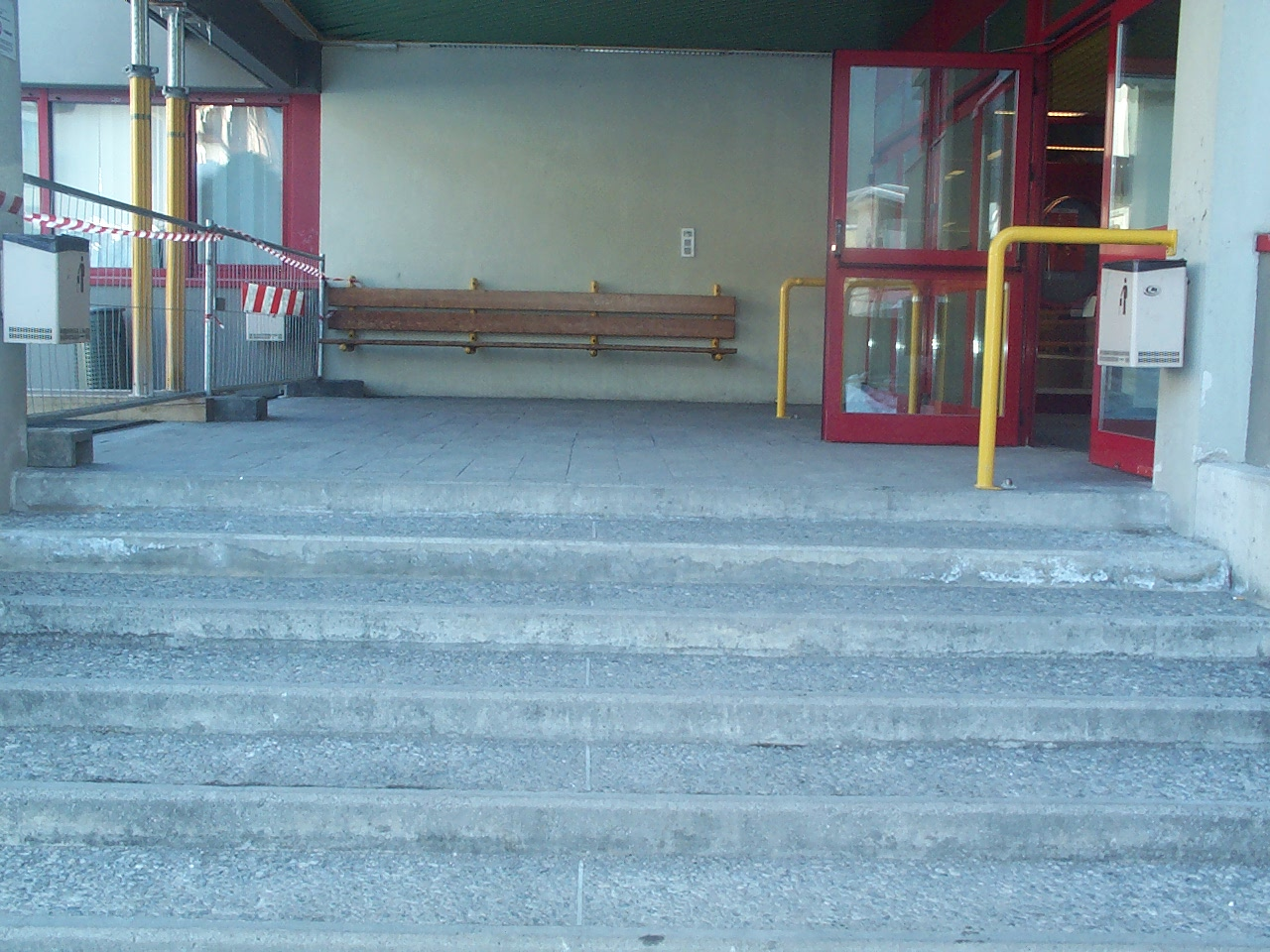
Scalinata in conglomerato cementizio
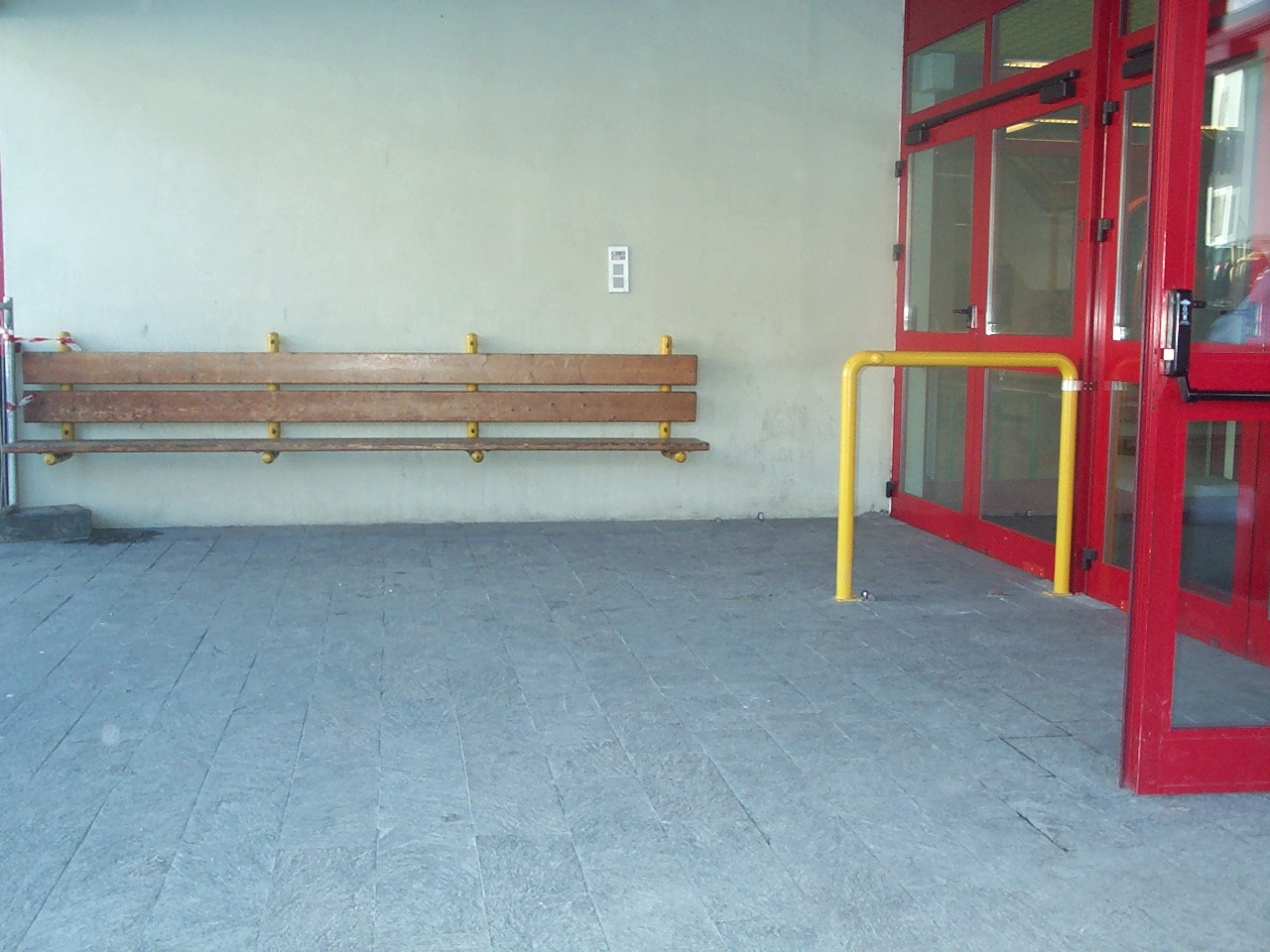
Lastre in porfido
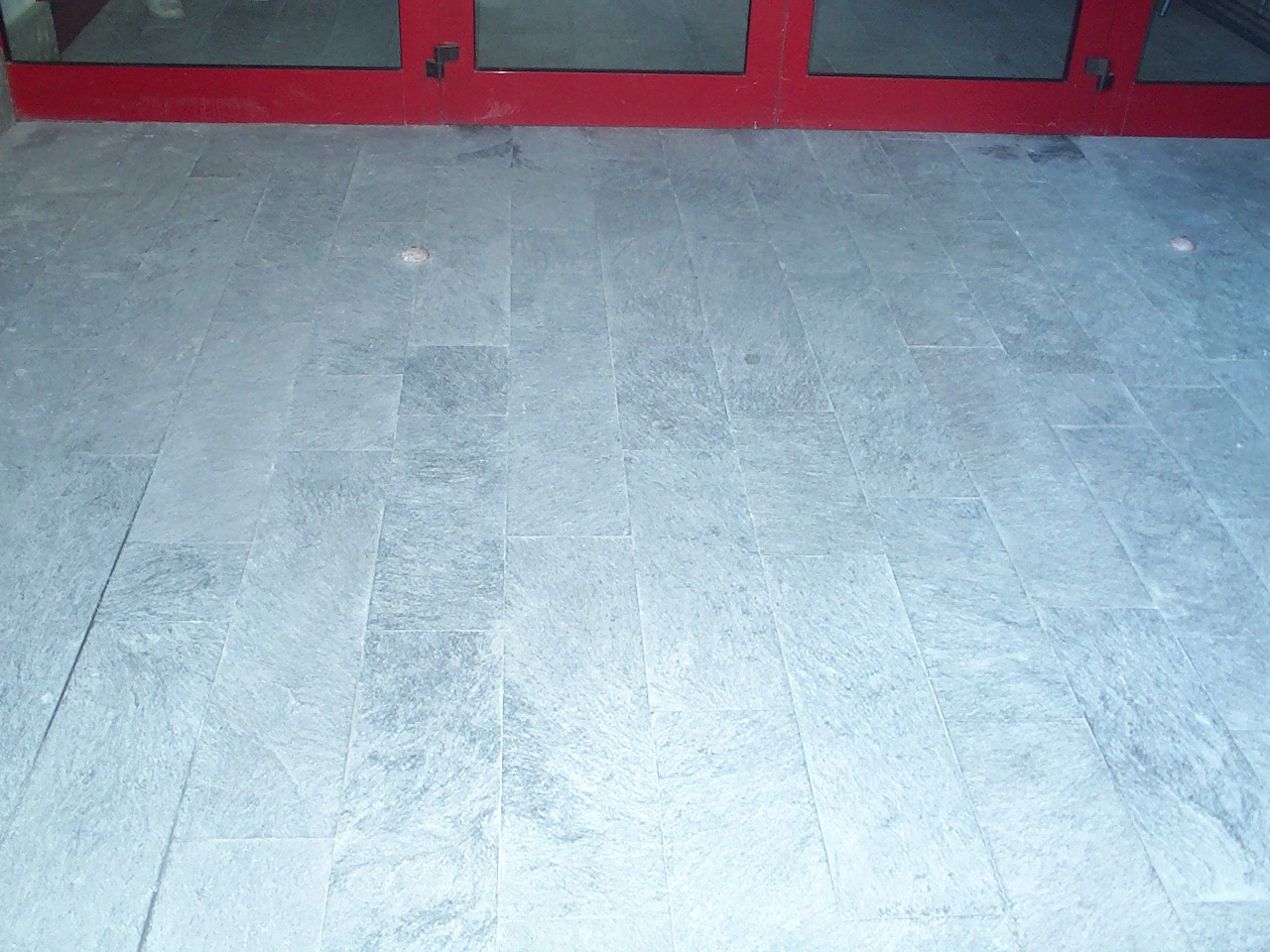
Lastre in porfido
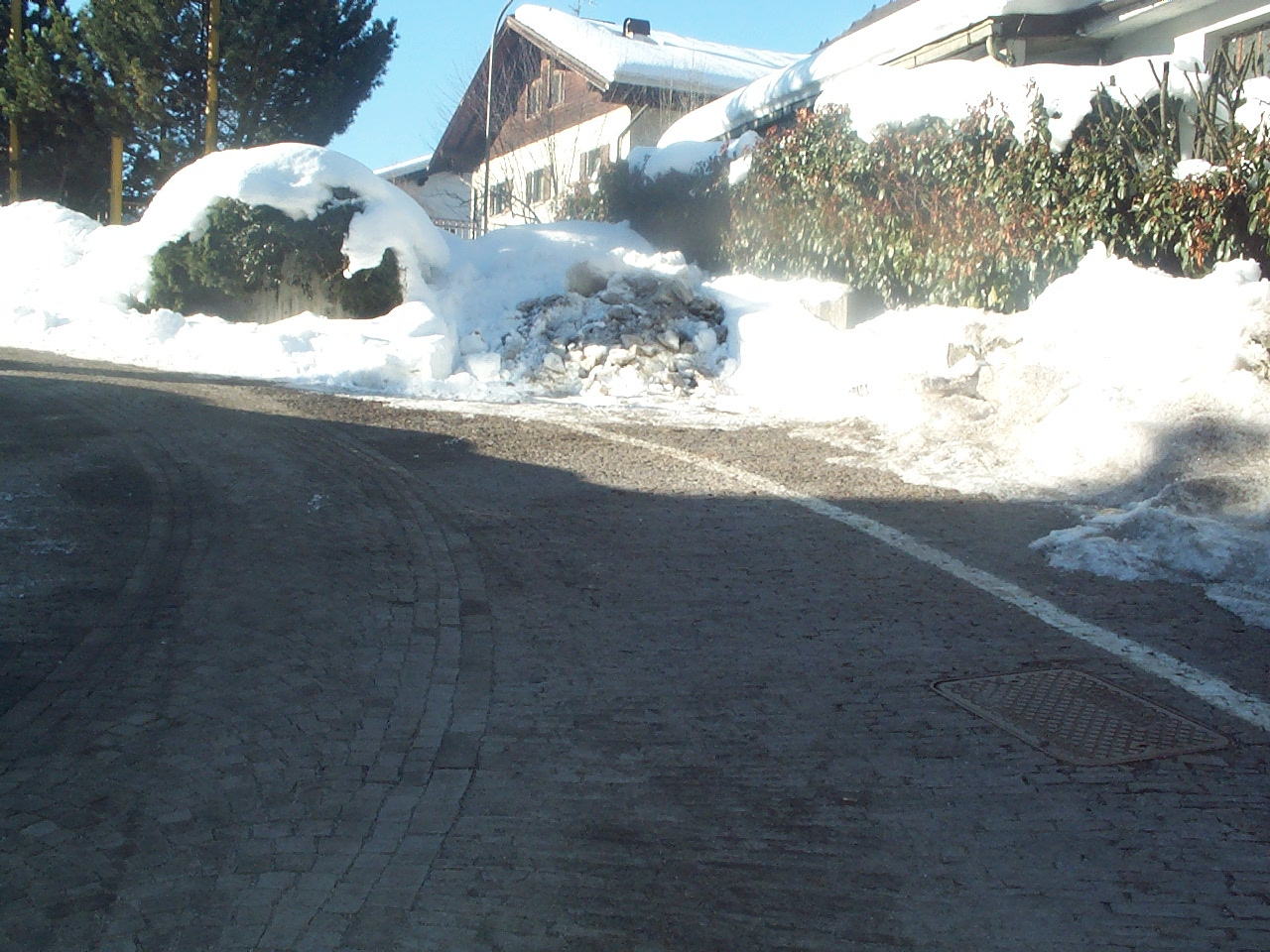
Strada in cubetti di porfido
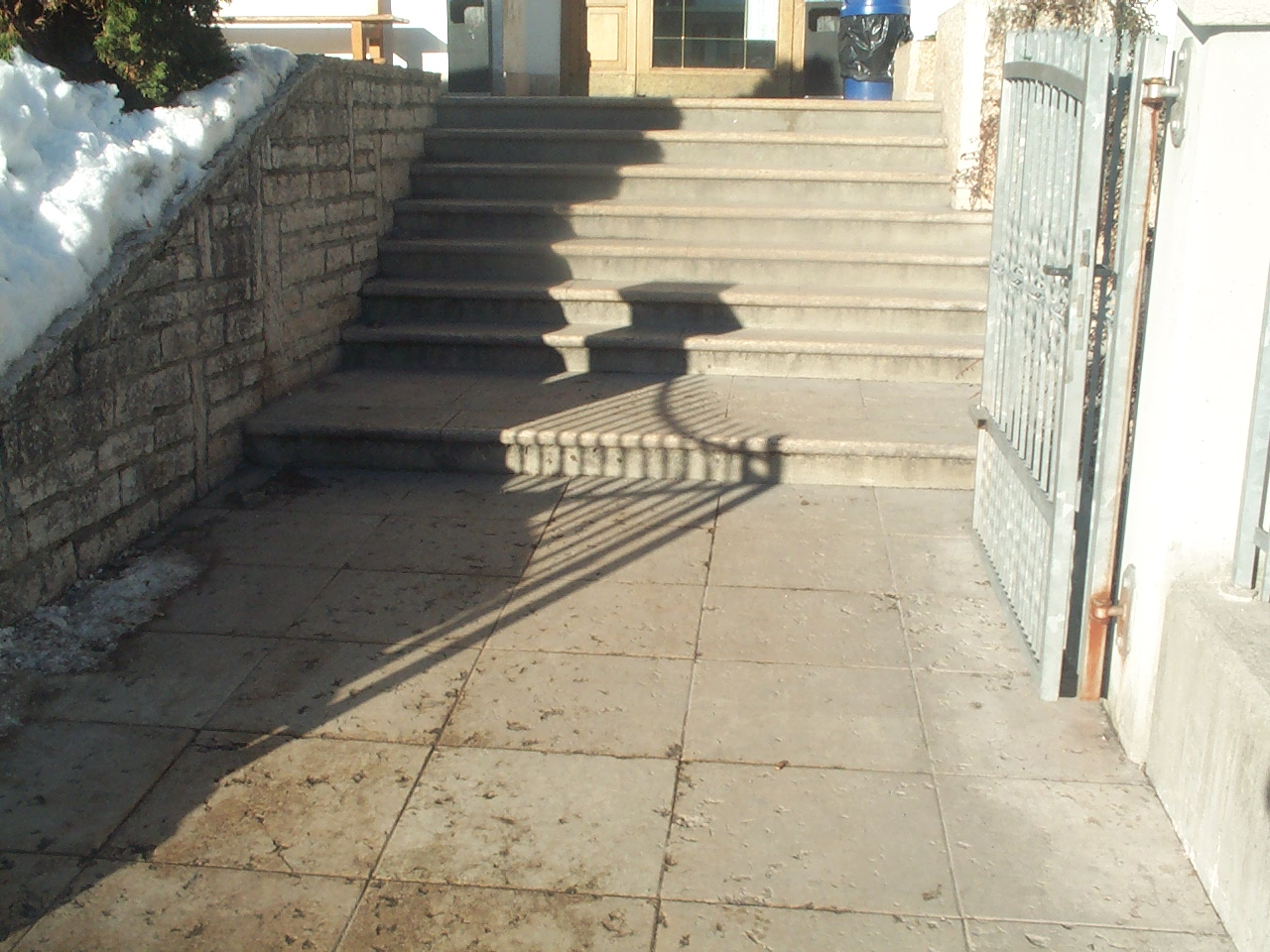
Scalinata in marmo
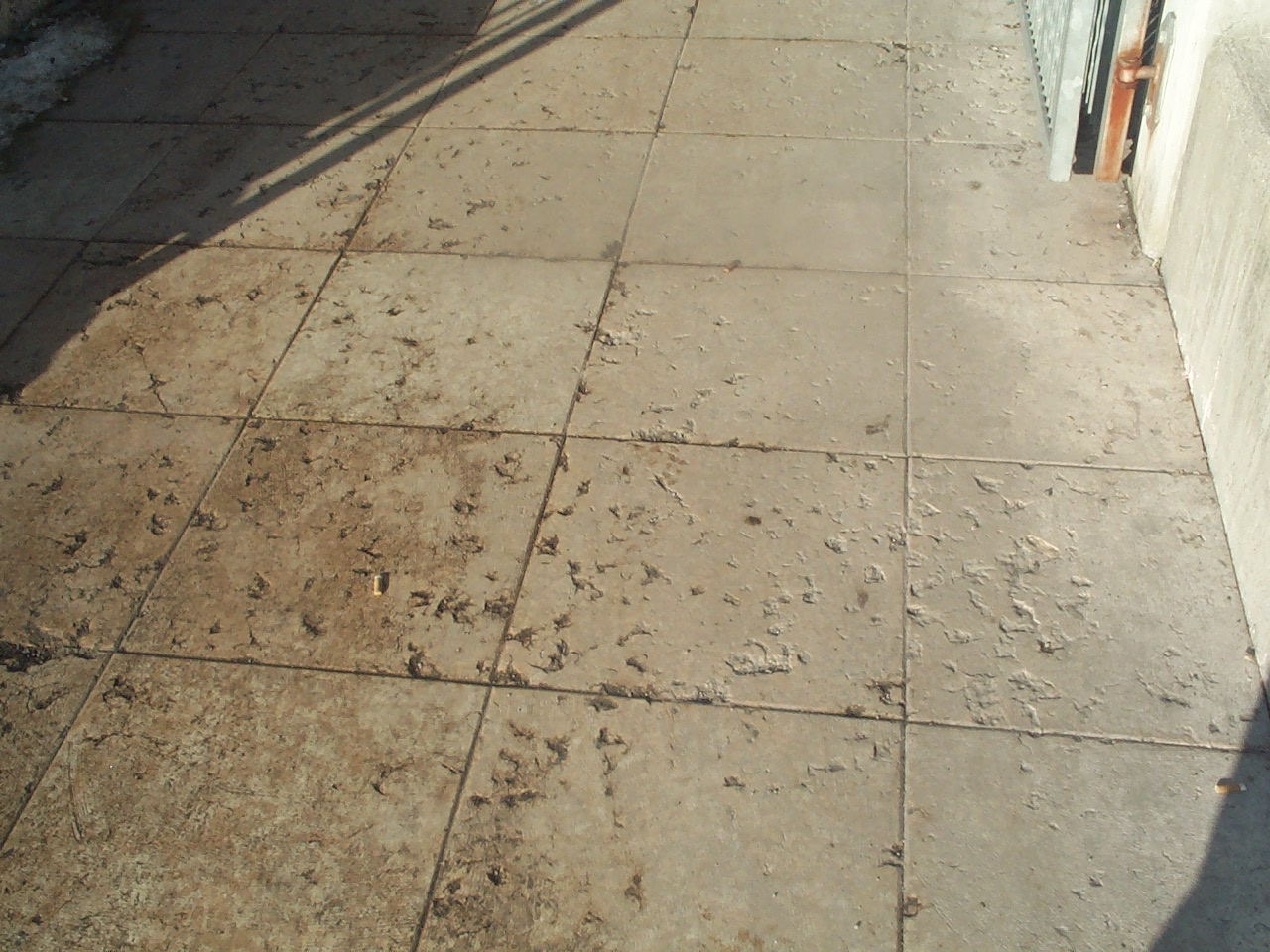
Scalinata in marmo
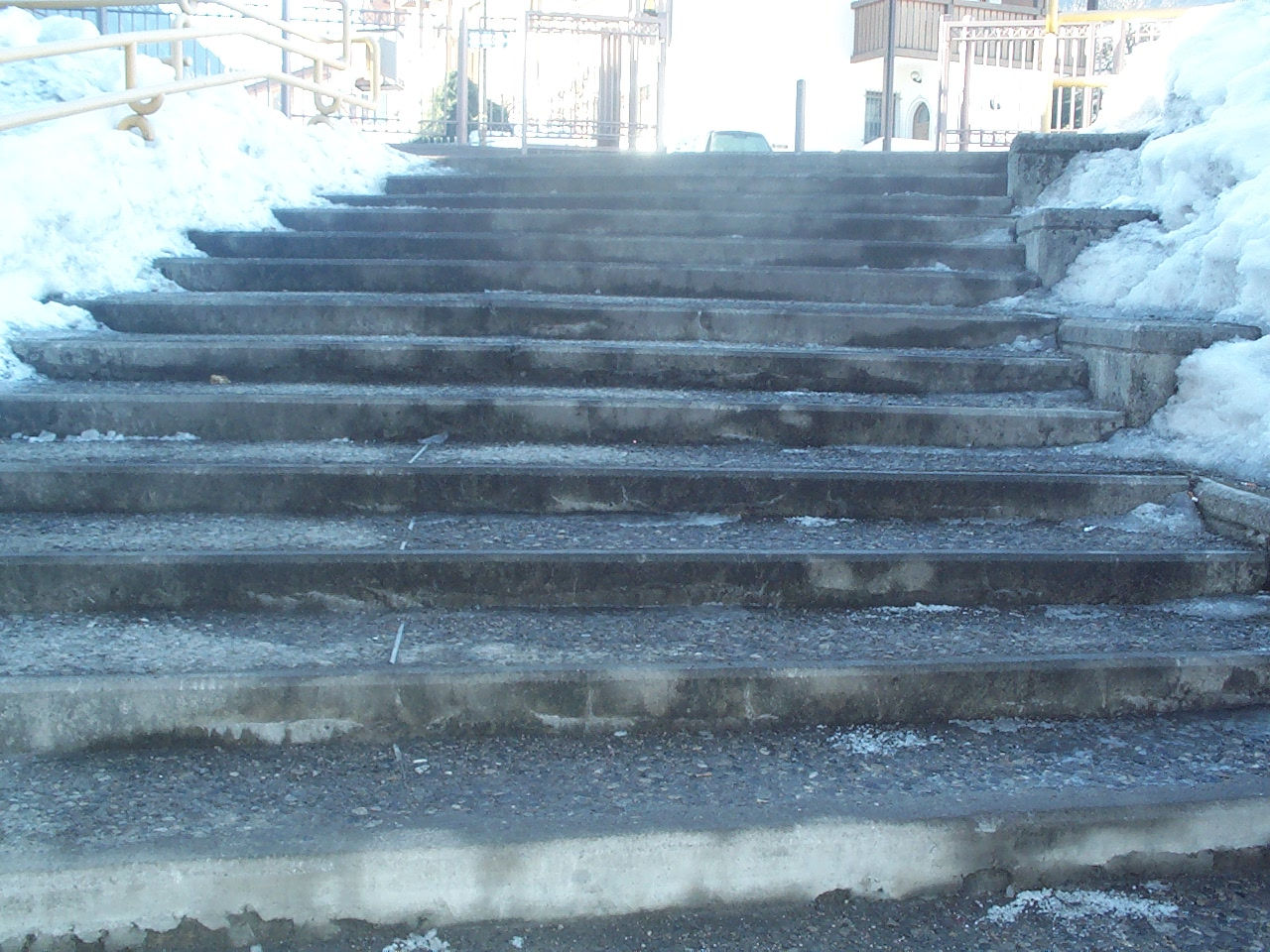
Scalinata in conglomerato cementizio